# البطولة الصيفية المغربية
كاس المغرب الصيفي (بالإنجليزية:Morocco Summer Cup) هي مسابقة صيفية لكرة القدم كانت تجرى في المغرب.

## تاريخ البطولة
أول دورة من البطولة جرت من 15 إلى 25 يوليوز 2008 في مركب محمد الخامس بمدينة الدار البيضاء وملعب العابدي بمدينة الجديدة. الفرق التي شاركت فيها هي نادي الجيش الملكي (المغرب) والنجم الرياضي الساحلي (تونس) ونادي المغرب الفاسي (المغرب) وأودينيزي (إيطاليا) وأتلتيك بيلباو(إسبانيا) والنادي الملكي سبورتن شالروا (بلجيكا) ونادي نانت (فرنسا) ونادي باكوس فيريرا (البرتغال). كان هناك ثمان فرق لعيت عشرة مباريات.

## بعض القواعد
- كل فريق له الحق في 5 تبديلات كأقصى حد في المباراة الواحدة.
- إذا انتهى الوقت القانوني للمباراة بالتعادل؛ يلعب الفريقان الضربات الترجيحية مباشرة.
- صاحب البطاقة الحمراء لا يلعب المباراة القادمة.
- إذا أخذ لاعب ما بطاقة صفراء واحدة لا تحتسب له في المباراة القادمة لكن إذا أخذ بطاقتين لا يلعب المباراة القادمة.

## ترتيب الهدافين
| المرتبة | الاعب                        | البلد    | النادي                | الأهداف |
| ------- | ---------------------------- | -------- | --------------------- | ------- |
| 1       | سادات بخاري                  | غانا     | النجم الرياضي الساحلي | 2       |
| 2       | محمد أمين قبلي               | المغرب   | نادي الجيش الملكي     | 1       |
| -       | طارق مرزوق                   | المغرب   | نادي الجيش الملكي     | 1       |
| -       | يوسف القديوي                 | المغرب   | نادي الجيش الملكي     | 1       |
| -       | نبيل الداودي                 | المغرب   | نادي المغرب الفاسي    | 1       |
| -       | عبد اللطيف نصير              | المغرب   | نادي المغرب الفاسي    | 1       |
| -       | يوسف عبودة                   | المغرب   | نادي المغرب الفاسي    | 1       |
| -       | إيديسون نوبري                | أنغولا   | نادي باسوش دي فيريرا  | 1       |
| -       | كريستيانو مورايس دي أوليفيرا | البرازيل | نادي باسوش دي فيريرا  | 1       |
| -       | فرناندو يورينتي              | إسبانيا  | أتلتيك بيلباو         | 1       |
| -       | ماركيل سوسايتا               | إسبانيا  | أتلتيك بيلباو         | 1       |
| -       | كارلوس غوربيغي               | إسبانيا  | أتلتيك بيلباو         | 1       |
| -       | أريتز أدوريز                 | إسبانيا  | أتلتيك بيلباو         | 1       |
| -       | أنطونيو فلورو فلوريس         | إيطاليا  | نادي أودينيزي         | 1       |
| -       | سيموني بيبي                  | إيطاليا  | نادي أودينيزي         | 1       |

## الترتيب النهائي
- الرتبة الأولى : أتلتيك بيلباو من  إسبانيا
- الرتبة الثانية: أودينيزي من  إيطاليا
- الرتبة الثالثة : نادي الجيش الملكي من  المغرب
- الرتبة الرابعة : نادي باكوس فيريرا من  البرتغال
- الرتبة الخامسة : النجم الرياضي الساحلي من  تونس
- الرتبة السادسة: نادي نانت من  فرنسا
- الرتبة السابعة : نادي المغرب الفاسي من  المغرب
- الرتبة الثامنة : النادي الملكي سبورتن شالروا من  بلجيكا